# 多米尼克·菲克
多米尼克·戴維·菲克（英語：Dominic David Fike，1995年12月30日—）是一名美國男歌手、作曲家、樂器演奏者和演員。他在佛羅里達州出生和長大，十歲就學會了彈吉他。在SoundCloud網站释出幾首流行歌曲让菲克首度得到了一些知名度。他的首張迷你专辑《Don't Forget About Me, Demos》于2018年發行之後，他簽約了哥倫比亞唱片公司。专辑收录的歌曲《3 Nights》在多国音乐榜单打入前十位；随后他与乐队布洛克汉普顿以及歌手海尔希合作了几首歌。
2020年，在发行两支单曲《Chicken Tenders》和《Politics & Voilence》之后，菲克的首张专辑《What Could Possibly Go Wrong》于7月发行。这一张专辑在多个国家的音乐市场打入五十强，包括美国、澳大利亚等国。
2022年，菲克在HBO剧作《高校十八禁》第二季以男配角身份出现，饰演艾略特一角。
2022年，作為賈斯汀·比伯專輯《Justice》合作藝人，獲得了第64届格莱美奖的「年度專輯」（Album of the Year）提名。

## 早期生活
多米尼克·戴维·菲克于1995年12月30日出生在佛罗里达州的那不勒斯。菲克和一个弟弟亚历克斯（英語：Alex）、一个妹妹阿波罗尼亚（英語：Apollonia）、一个哥哥肖恩（英語：Sean）一起长大，是菲律宾和海地混血儿。菲克是傑克·強森、Blink-182和嗆辣紅椒的粉丝。他从小就喜欢玩音乐。10岁时，他已经有了一把吉他并学会了如何演奏。
关于他的童年，菲克回忆说，他和他的兄弟们必须互相照顾，因为他的父母经常缺席他的生活。在整个童年时期，菲克的母亲经常出入监狱，他不得不住在不同的家里，包括他哥哥、亲戚或父母的朋友的家里。他童年生活的其他方面“充满了冒险”，因为他和他的朋友们会在他们社区附近的一个森林地带闲逛，他们称之为“阿瓦隆森林”，他们会在那里吃零食和抽大麻。他和他的哥哥肖恩也会在他朋友斯特凡（英語：Stefan）家的客房里玩耍，他们把这个地方称为后院（英語：Backhouse），在那里他们会即興饒舌。后来他们融合成一个正式的说唱团体，成员包括Slyte、Ike Lysergic和Seno。他们在社区吸引了一批听众，菲克成立了一个子团体，叫做“弱咖男孩ENT”（英語：Lame Boys ENT）。2015年，该团体开始吸引当地媒体的注意，并被邀请参加音乐节。
菲克在高中时就开始在互联网上上传歌曲，他在YouTube上传的第一首歌是一首名为《Not A Word》的歌曲。他还把自己录制的歌曲放到磁带上。Fike曾短暂地进入一所大学学习，但不到3天就退学了。

## 私人生活
菲克的脸上有一个苹果标志的纹身。这个纹身是为了向他的妹妹致敬，她的名字叫苹果（阿波罗尼亚（英語：Apollonia））。这个纹身是为了提醒他“他工作的目的是什么”。
他的额头上纹有童年子团体“Lame Boys ENT”的缩写。他的右手上还纹有嗆辣紅椒乐队吉他手约翰·弗鲁西安特的脸。
他的女朋友是跨性別者杭特·薛佛。